# Gendarmeria

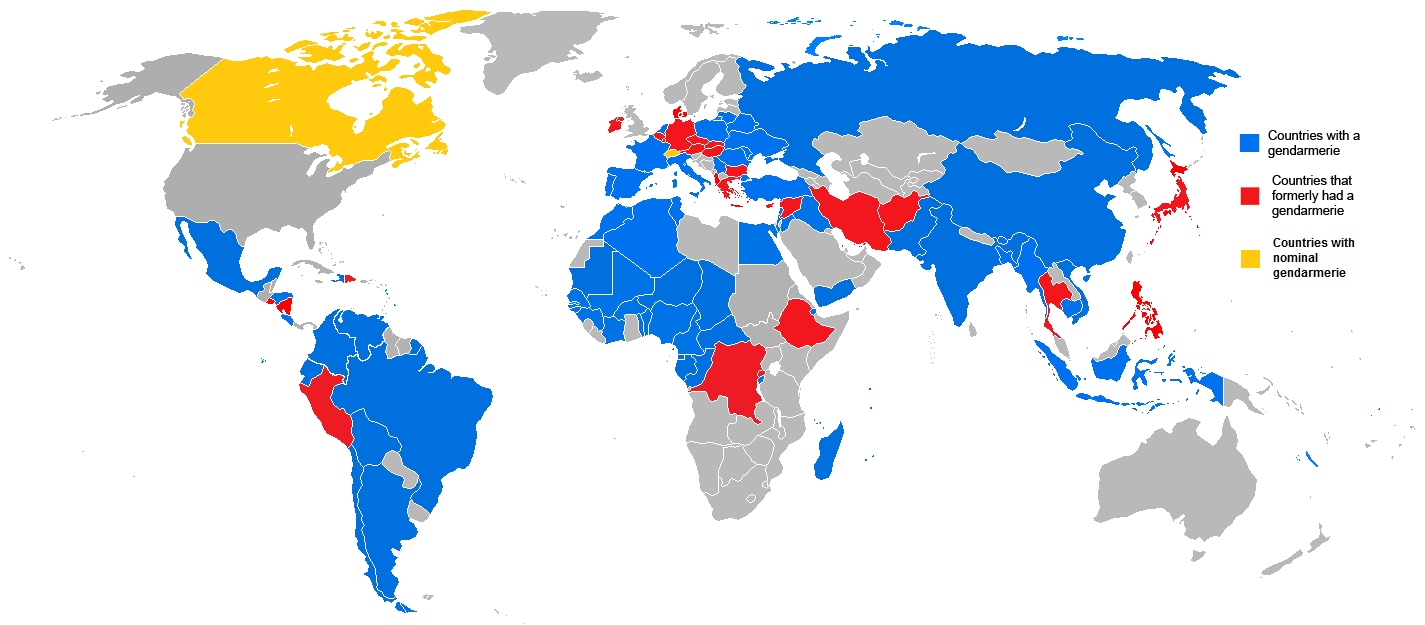
In Blu i paesi dotati di gendarmeria, in rosso i paesi che in passato erano dotati di gendarmeria e in giallo i paesi dotati di gendarmeria nominale.

La gendarmeria è una forza armata, o un corpo militare, preposta alle missioni di polizia tra le popolazioni civili di un Paese: svolge quindi funzioni di polizia ma dispone di un'organizzazione di tipo militare.
I compiti sono generalmente il controllo del territorio, delle zone rurali, di confine o comunque di mantenimento e tutela dell'ordine pubblico tali da richiedere la presenza di questi reparti. Normalmente una gendarmeria svolge anche la funzione di polizia militare.

## Storia
Presso diversi Stati, prevalentemente quelli che hanno subito l'influsso delle istituzioni napoleoniche, esistono, o esistevano, corpi di gendarmeria (in Francia la Gendarmerie nationale, in Italia l'Arma dei Carabinieri, in Spagna la Guardia Civil).
In qualche situazione viene utilizzato questo appellativo anche per definire reparti di polizia ad ordinamento civile che svolgono funzioni simili e sono organizzati, comunque, secondo una matrice prettamente militare come, ad esempio, la polizia a cavallo canadese (le famose giubbe rosse) la cui denominazione in lingua inglese è Royal Canadian Mounted Police (RCMP), mentre in lingua francese è denominata Gendarmerie Royale du Canada (GRC).
Nei paesi più sviluppati, soprattutto dell'Unione europea, è in atto una tendenza di assimilazione delle forze di gendarmeria con quelle di polizia, essendo venute meno in quei paesi quasi tutte le necessità che richiedevano la presenza di reparti di gendarmeria. A partire dal 2000, ad esempio, è stata soppressa la gendarmeria austriaca, confluita assieme alla polizia di frontiera nella polizia federale austriaca, ed è stata soppressa la gendarmeria del Belgio, assorbita nella polizia federale.
Nel 2004 cinque Stati membri dell'Unione europea hanno creato la Forza di gendarmeria europea, composta al 2022 da Corpi di gendarmeria di sette paesi europei (Italia, Paesi Bassi, Portogallo, Spagna, Francia, Romania e Polonia). La funzione di questo corpo è l'intervento in aree di crisi e all'interno di una forza di pace in cui è necessario un corpo di polizia militare.

## Lista dei corpi di gendarmeria attivi nel mondo

### Africa
- Algeria: Gendarmerie nationale
- Gibuti: Gendarmerie
- Marocco: Gendarmerie Royale
- Mauritania: Gendarmerie Nationale
- Tunisia: Garde Nationale (Guardia nazionale)
- Egitto: Forze di sicurezza centrale

### Asia
- Cambogia: Gendarmeria nazionale della Cambogia
- Cina: Polizia armata del popolo
- India: Corpi di polizia militare, Riserva centrale delle forze di polizia, Guardia nazionale, Forza di protezione ferrovie
- Pakistan: Rangers del Pakistan, Corpi di frontiera, Forze del Mehran
- Timor Est: Polícia Nacional de Timor-Leste

### America
- Canada: Royal Canadian Mounted Police/Gendarmerie Royale du Canada (ad ordinamento militare)
- Argentina: Gendarmería Nacional Argentina
- Brasile: Polícia Militar
- Cile: Carabineros de Chile

### Europa
- UE: Forza di gendarmeria europea
- Bielorussia: Otryad Militsii Osobogo Naznacheniya (Unità di Polizia per Obiettivi Speciali)
- Bulgaria: Žandarmerija (Gendarmeria)
- Città del Vaticano: Corpo della gendarmeria dello Stato della Città del Vaticano
- Finlandia: Guardia di frontiera
- Francia: Gendarmerie nationale
- Italia: Arma dei Carabinieri, Guardia di Finanza
- Moldavia: Trupa Carabinerilor-jandarmeria (Truppe dei carabinieri-gendarmeria)
- Monaco: Compagnie des carabiniers du prince
- Paesi Bassi: Koninklijke Marechaussee
- Polonia: Żandarmeria Wojskowa (Gendarmeria militare)
- Portogallo: Guarda Nacional Republicana
- Romania: Jandarmeria Română (Gendarmeria romena)
- Russia: Vnutrenniye Voiska Ministerstva Vnutrennikh (Truppe interne)
- San Marino: Corpo della gendarmeria della Repubblica di San Marino, Guardia di Rocca Nucleo Uniformato
- Serbia: Žandarmerija (Gendarmeria)
- Spagna: Guardia Civil
- Svizzera: Gendarmeria/Polizia cantonale (forza ad ordinamento civile)
- Ucraina: Guardia nazionale dell'Ucraina, Vnutrisni Viys'ka Ukrayiny (Truppe interne, fino al 2014)

### Medio Oriente
- Israele: MAGAV (Polizia di frontiera israeliana)
- Iraq: National police
- Libano: Gendarmerie Libanaise (Gendarmeria libanese)
- Siria: Gendarmerie
- Turchia: Jandarma (in tempo di pace dipende dal Ministero dell'interno, in tempo di guerra è prevista la dipendenza dal Ministero della difesa)

## Lista delle gendarmerie sciolte
- Albania: Gendarmeria Internazionale (1913 - 1914), Xhandarmëria Mbretërore e Shqipëris (Gendarmeria reale albanese), creata nel 1924 e sciolta nel 1939
- Austria: Bundesgendarmerie, non più esistente dal 2005
- Belgio: Gendarmerie (francese) o Rijkswacht (olandese), sciolta nel 2001
- Bolivia: Cuerpo Nacional de Carabineros, nato nel 1937 e sciolto nel 1950
- Cipro: Cyprus Military Police, creata dall'amministrazione coloniale britannica nel 1880, venne sciolta nel 1934
- Germania: Landjäger (gendarmeria), sciolta a metà degli anni 1900
- Grecia: Elliniki Chorofylaki (Gendarmeria greca), non più esistente dal 1984 perché fusa nella nuova Polizia ellenica
- Spagna: Carabineros, soppressi nel 1940

## Simbologia
Nei fregi delle varie forze di gendarmeria del mondo, quali l'Arma dei Carabinieri italiana o la Gendarmerie nationale francese oppure i Koninklijke Marechaussee olandesi, è spesso presente il simbolo della granata fiammeggiante, tipico elemento araldico dei fregi militari.